# Písničky na chatu
Písničky na chatu je osmi studijski album češke skupine Banjo Band iz leta 1990.

## Seznam skladb
| Stran 1 | Stran 1                      | Stran 1 |
| Št.     | Naslov                       | Dolžina |
| ------- | ---------------------------- | ------- |
| 1.      | „Láďa jede lodí‟             | 1:53    |
| 2.      | „Nad Sázavou‟                | 2:05    |
| 3.      | „Na severním pólu‟           | 2:01    |
| 4.      | „My máme chaloupku v Blatné‟ | 3:00    |
| 5.      | „Japonci v Jablonci‟         | 1:49    |
| 6.      | „Devatenáctého třetí‟        | 2:25    |
| 7.      | „Psohlavci‟                  | 3:06    |

| Stran 2 | Stran 2                 | Stran 2 |
| Št.     | Naslov                  | Dolžina |
| ------- | ----------------------- | ------- |
| 1.      | „Ňu, ňu, ňu‟            | 2:30    |
| 2.      | „Davaj na Havaj‟        | 2:08    |
| 3.      | „Kousavá deka‟          | 3:05    |
| 4.      | „Sněžná bába‟           | 2:34    |
| 5.      | „Šel tudy, měl banjo‟   | 2:30    |
| 6.      | „V Mexiku v taxiku‟     | 2:46    |
| 7.      | „Píseň chmelového vlka‟ | 2:32    |

## Zasedba
- Ivan Mládek – vokal, banjo
- Michal Pálka – klarinet
- Tomáš Procházka – bobni
- Petr Kaňkovský – kitara
- Vitězslav Marek – trobenta, kitara, banjo
- Tomáš Linka – orglice
- Zdeněk Kalhous – klavir
- Svatobor Macák – saksofon
- Václav Dědina – tuba, bas kitara
- František Kacafourek – violina
- Jan Mrázek – vokal
- Lenka Šindelářová – vokal